# Catacumba dos Giordanos

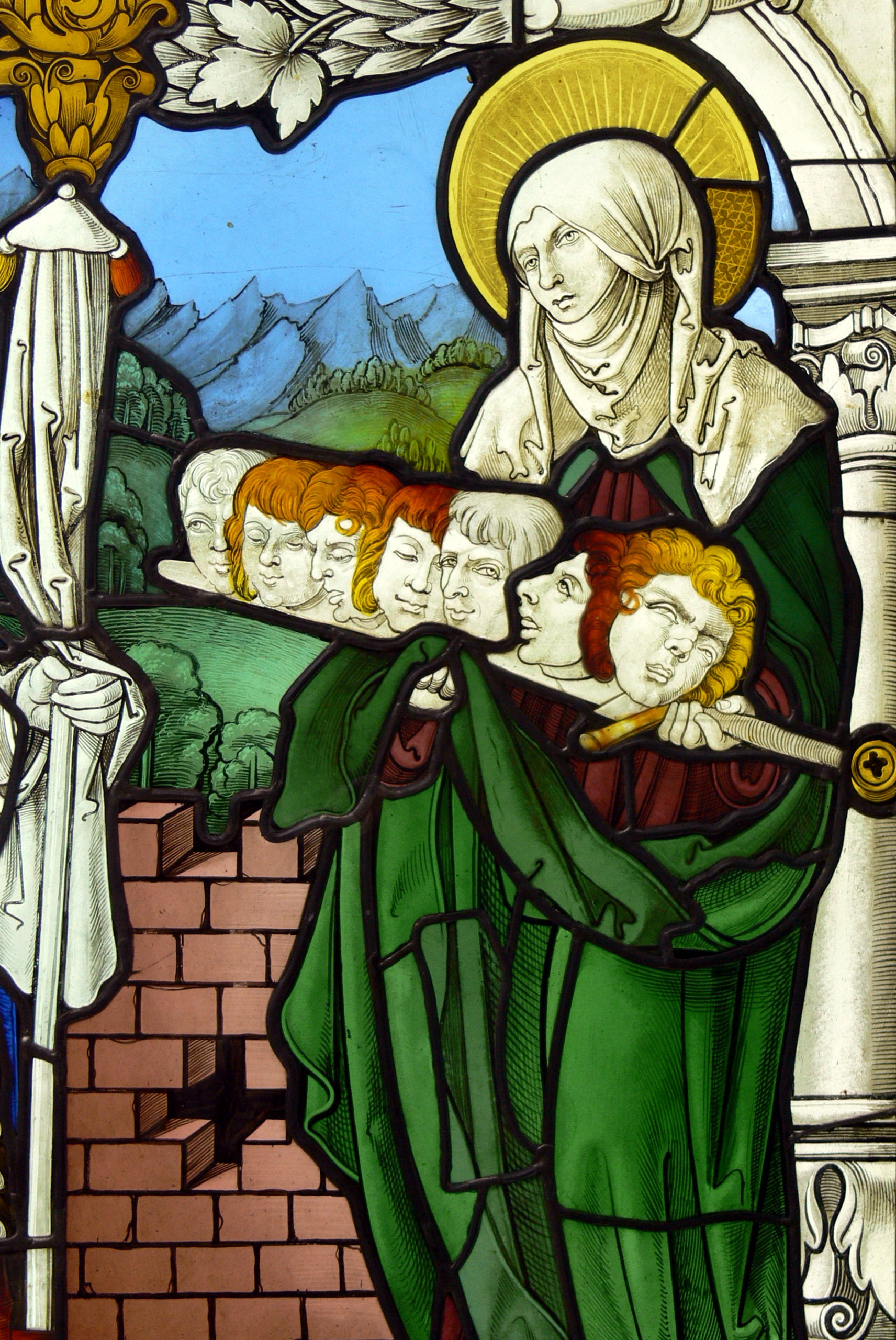
Santa Felicidade com a cabeça de seus sete filhos martirizados. Três deles teriam sido sepultados na Catacumba dos Giordanos.

Catacumba dos Giordanos (em italiano:  Catacomba dei Giordani) é uma catacumba romana localizada do lado esquerdo da Via Salaria, sob a moderna Villa Ada, no moderno quartiere Parioli.

## História
Com base nas descobertas realizadas no local é possível datar esta catacumba entre a segunda metade do século III e a primeira metade do século V: foram descobertas inscrições com as datas extremas de 269 e 436. Seu nome é uma referência ao nome da família proprietária do terreno no qual ela foi escavada.
A catacumba foi redescoberta em 1720 pelos arqueólogos Marcantonio Boldetti e Giovanni Marangoni, mas foi incorretamente identificada como sendo a Catacumba de Trasão. Esta identificação perdurou até as escavações conduzidas nos anos sessenta da década de XX pela Pontifícia Comissão de Arqueologia Sacra, que permitiram que os arqueólogos a identificassem corretamente, graças sobretudo à descoberta do túmulo do mártir Alexandre, citado pelas fontes antigas como estando na Catacumba dos Giordanos.

## Mártires
As fontes antigas atestam a presença na Catacumba dos Giordanos dos túmulos dos mártires dos mártires Marcial, Vital e Alexandre (que a tradição mantém que três dos sete filhos de Santa Felicidade). O "Cronógrafo de 354" ("Depositio Martyrum"), a mais antiga delas, atesta que a sepultura ficava na Via Salaria na entrada do dia 10 de julho. O Martyrologium Hieronymianum acrescenta, em 31 de dezembro, na sepultura no Cemitério dos Giordanos, de um grupo de "sete virgens": Donata, Paulina, Rogata, Dominanda, Serotina, Saturnina e Hilária. Finalmente, a Notitia ecclesiarum urbis Romae cita que acima do túmulo existia uma basílica dedicada aos mártires Marcial e Vital, um edifício que foi visto por Antonio Bosio no final do século XVI e do qual não resta mais nada. A única confirmação de todas estas informações está nas fontes literárias com exceção, como já mencionado, do túmulo do mártir Alexandre.

## Descrição
A catacumba chegou aos dias atuais em pobres condições tendo sido alvo no passado de corpisantari, que buscavam relíquias para vender, e ladrões de túmulos. Ela se desenrola em vários níveis subterrâneos, provavelmente cinco.
Na década de 1960 foi descoberto o túmulo do mártir Alexandre, cuja identidade foi confirmada pela descoberta, no local, in loco e fragmentos, uma laje de mármore dedicada ao santo realizada em época distinta de sua morte. A primeira foi colocada pelo papa Dâmaso I no século IV e é obra de seu colaborador Fúrio Dionísio Filocalo; ela foi destruída durante o cerco de Roma pelos godos entre 537 e 538. Logo depois, o papa Vigílio mandou esculpir uma segunda para substituí-la e, nos fragmentos encontrados, é possível ler claramente o nome "Alessandro". Finalmente, uma terceira inscrição foi dedicada por um certo "Marcelo" no século V.
Além do cubículo do mártir, é importante mencionar o "Cubículo do Êxodo", internamente recoberto por afrescos do século IV, especialmente no teto, com episódios, raros em catacumbas, retirados do Livro do Êxodo do Antigo Testamento.